# Hall of Fame Tennis Championships 2011
L'Hall of Fame Tennis Championships 2011 (conosciuto anche con il nome di Campbell Hall of Fame Tennis Championships per ragioni di sponsor) è stato un torneo di tennis giocato su campi in erba all'aperto. Era la 36ª edizione del torneo che apparteneva alla categoria ATP World Tour 250 series nell'ambito dell'ATP World Tour 2011. Si è disputato all'International Tennis Hall of Fame di Newport, Rhode Island, negli Stati Uniti, dal 4 al 10 luglio 2011.

## Partecipanti ATP

### Teste di serie
| Giocatore          | Nazionalità | Ranking* | Testa di serie |
| ------------------ | ----------- | -------- | -------------- |
| John Isner         | Stati Uniti | 47       | 1              |
| Grigor Dimitrov    | Bulgaria    | 62       | 2              |
| Igor' Kunicyn      | Russia      | 66       | 3              |
| Ryan Sweeting      | Stati Uniti | 69       | 4              |
| Alex Bogomolov Jr. | Stati Uniti | 72       | 5              |
| Olivier Rochus     | Belgio      | 73       | 6              |
| Michael Berrer     | Germania    | 76       | 7              |
| Tobias Kamke       | Germania    | 83       | 8              |

- Le teste di serie sono basate sul ranking del 21 giugno 2011.

### Altri partecipanti
I giocatori seguenti hanno ricevuto una wild card per l'ingresso nel tabellone principale singolare:
- Tommy Haas
- John Isner
- Denis Kudla

Le coppie seguenti hanno ricevuto una wild card per l'ingresso nel tabellone principale di doppio:
- Matthew Ebden /  Ryan Harrison
- Ashley Fisher /  Jordan Kerr

I giocatori seguenti hanno superato tutti i turni di qualificazione per il tabellone principale singolare:

- Alex Bogdanović
- Richard Bloomfield
- Michael Yani
- Wang Yeu-tzuoo

## Campioni

### Singolare maschile
John Isner ha sconfitto in finale  Olivier Rochus per 6-3, 7–6(6).

### Doppio maschile
Matthew Ebden /  Ryan Harrison hanno sconfitto in finale  Johan Brunström /  Adil Shamasdin per 4-6, 6-3, [10-5].